# ناتان ایسگور
 ناتان ایسگور (انگلیسی: Nathan Isgur؛ زاده ۲۵ مه ۱۹۴۷ درگذشته ۲۴ ژوئیه ۲۰۰۱) یک فیزیک‌دان اهل کانادا بود.